# 杜阳镇
杜阳镇是中国陕西省宝鸡市陇县下辖的一个镇。

## 行政区划
杜阳镇下辖以下行政区：
张家山村、杜阳村、堡子身村、焦家坡村、胡家庄村、三教殿村、刘家嘴村、下凉泉村、上凉泉村、川口河村、糜家河村